# Talègol carablanc
El talègol carablanc (Aepypodius arfakianus) és una espècie d'ocell de la família dels megapòdids (Megapodiidae) que viu en boscos de muntanya de Nova Guinea, i a la propera illa de Misool.